# Chiloneus elegans
Espèce
Chiloneus elegans est une espèce de coléoptères de la famille des Curculionidae, de la sous-famille des Entiminae et de la tribu des Sciaphilini. Elle est trouvée en Grèce.